# Société des bains de mer de Monaco
La Société des Bains de Mer et du cercle des étrangers à Monaco (S.B.M.) est une compagnie contrôlée par l'État monégasque, fondée par ordonnance souveraine du prince Charles III de Monaco en 1863. Elle gère aujourd'hui dans la principauté de nombreux actifs dans l'hôtellerie de luxe et les loisirs. Cette société a le plus gros effectif de la principauté : elle compte un peu moins de 5 000 salariés.

## Historique

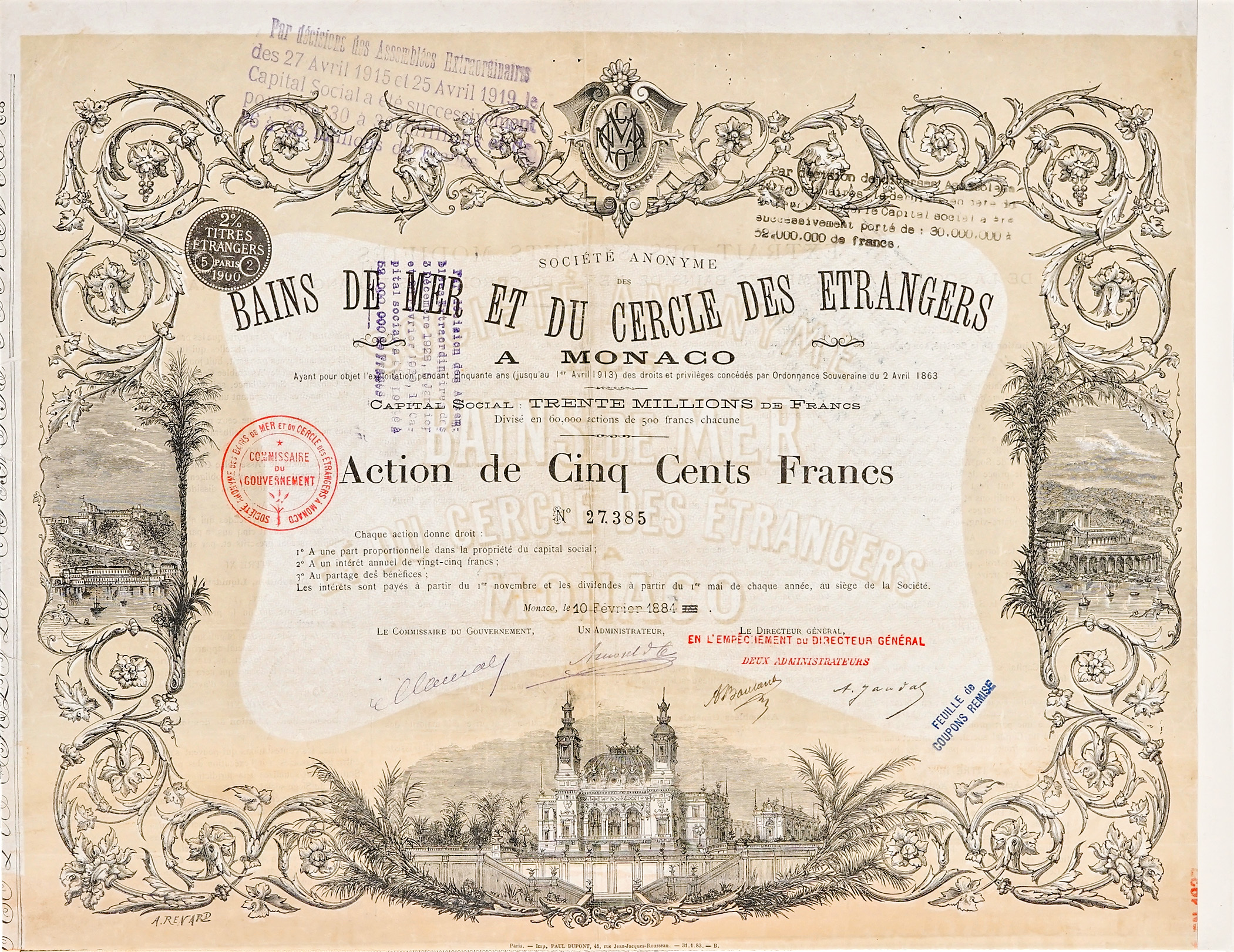
Action de 500 francs de la Société Anonyme de Bains de Mer et du Cercle des Étrangers à Monaco, société d'exploitation du casino de Monte-Carlo, émise le 10 février 1884

Voulant développer les ressources financières de sa principauté, Charles III a l'idée d'imiter les villes d'eaux allemandes et belges qui tirent profit des recettes des maisons de jeux pour assurer une bonne part des dépenses publiques. Le premier casino monégasque ouvre ses portes le 14 décembre 1856 dans la villa Bellevue, dans le quartier de la Condamine sur le plateau des Spélugues. Mais ce casino ne connait qu'un essor médiocre.
Le 2 avril 1863, la Société des Bains de Mer, appelée plus couramment la SBM, est fondée par ordonnance souveraine de SAS le prince Charles III de Monaco, qui cède contre 1,7 million de francs-or à l'homme d'affaires François Blanc pour 50 ans le privilège d'exploiter le monopole des jeux en principauté de Monaco. Elle est constituée initialement d'un capital de huit millions de francs divisé en 32 000 actions
Le 1er juin 1866, l'ordonnance souveraine no 375 du prince Charles III autorise la création d'un nouveau quartier dénommé Monte-Carlo. Cette création est entièrement réalisée par la Société des Bains de Mer, Monte-Carlo devenant ainsi une marque de celle-ci. Cet événement s'explique par la perte, par Monaco et au profit de Nice et Menton, de terrains cultivant des oranges, citrons et olives ; pour assurer le développement de la principauté est donc décidée la création d'un casino « aux proportions monumentales, entouré de beaux hôtels qui ne craindront pas la comparaison avec ceux de Paris, Londres ou New York ».
En 1864, la SBM ouvre l'Hôtel de Paris, en 1868 le Café de Paris (jusqu'en 1882 « Café du Divan ») puis des villas luxueuses et des jardins luxuriants. François Blanc décédé, son épouse Marie poursuit le travail entrepris : l'opéra de Monte-Carlo est inauguré le 25 janvier 1879 (par Sarah Bernhardt). De nombreuses personnalités du Second Empire et de l'aristocratie européenne accourent : le futur roi britannique Édouard VII, l'écrivain Alexandre Dumas ou encore Jacques Offenbach. Plusieurs innovations technologiques s'y installent (automobile, télégraphe, téléphone, chemins de fer, etc.) alors que Zénobe Gramme travaille sur l'électricité dans les sous-sols du casino et réussit à illuminer le quartier (bien qu'un incendie mît les travaux en pause), que des concours de photographies et de cinéma ont lieu, qu'Henri Rougier survole la ville en avion et qu'Henri Fabre y inaugure un hydravion. Sur le plan culturel se déroulent les ballets russes de Serge de Diaghilev dont les décors sont signés Pablo Picasso, Henri Matisse et Georges Braque et les affiches, Jean Cocteau.
En 1911, la SBM organise le Rallye automobile Monte-Carlo et ouvre le Monte-Carlo Golf Club au mont Agel à proximité de la principauté.
En 1928, la SBM rachète l'hôtel Hermitage. En 1928, la SBM inaugure respectivement l'hôtel Monte-Carlo Beach, près de la frontière franco-monégasque et le Monte-Carlo Country Club. En 1931, elle inaugure le Sporting d'été et en 1932, le Sporting d'hiver. Toujours dans l'entre-deux-guerres est créée une route côtière longée de palmiers et de magasins, la plage du Larvotto, plusieurs restaurants et boîtes de nuit.
En 1961, la SBM ouvre un bowling au café de Paris. Le 15 mars 1969, la SBM inaugure la salle des Amériques au casino de Monte-Carlo puis en 1974, le sporting Monte-Carlo. Les années 1950 coïncident avec l'arrivée de riches Américains et de personnalités en villégiature, comme le duc et la duchesse de Windsor, Édouard Herriot, le roi Pierre II de Yougoslavie, Charlie Chaplin, Cary Grant, Errol Flynn puis le mariage entre Rainier III et Grace Kelly. Le festival international de télévision est aussi créé.
En avril 1992, la SBM fait installer une nouvelle fontaine en face du casino. En 1995, elle inaugure les nouveaux thermes marins.
En 2005, la SBM inaugure le Monte-Carlo Bay Hotel & Resort.
Le groupe enregistre les premières pertes de son histoire en 2011 qui s'élèvent à 17 millions sur un chiffre d'affaires de 362 millions d'euros.
En septembre 2011, SBM ouvre son premier établissement non-Européen sur l'île de Saadyat.
En 2013 est fêté le 150e anniversaire de la SBM sur la place du Casino ; un pique-nique gastronomique conçu par Alain Ducasse pour 500 clients internationaux habitués est organisé.
En juillet 2015, LVMH acquiert 5 % de la société des bains de mer de Monaco
L'activité étant fortement affectée par la crise sanitaire du Covid-19, la direction annonce début octobre un plan de restructuration global qui implique des départs contraints et des départs volontaires. Ce plan devrait pouvoir rapporter 25 millions d'euros d'économies opérationnelles par an en l'absence de congrès et de clients. 
Le 17 décembre 2020, à la suite de l'instauration de son plan de restructuration, la direction annonce que 189 départs volontaires sont actés en plus de quelques dizaines de licenciements,,.
Le 14 mai 2022, entre 100 et 200 salariés (issus de différents métiers de l'entreprise) se sont rassemblés afin de demander une revalorisation salariale, appelant à une grève pour obtenir satisfaction,.
En 2023, la société fait l’acquisition de l’hôtel le Palace des Neiges à Courchevel pour un montant compris entre 120 et 130 millions d’euros auprès de Denis Dumont, le fondateur de Grand Frais. Il s’agit de la première acquisition dans l’hôtellerie du groupe monégasque en dehors de la principauté.

## Propriété
La propriété de la Société des Bains de Mer se compose de : le Gouvernement de Monaco (59,47%), le milliardaire Aaron Frenkel (Equity Finance & Investment Ltd.) (7,8%), LVMH (UFIPAR SAS) (5%), et GEG Investment Holdings (4,99%),,,.

## Activité
La Société des Bains de Mer est la première entreprise touristique privée de la Côte d'Azur. Ses activités principales sont essentiellement tournées vers les métiers de l’hôtellerie-restauration, des jeux, du bien-être, des spectacles, du shopping et, plus largement, du tourisme de luxe. La Société des Bains de Mer présente environ 500 métiers spécialisés dans divers domaines.
En 2020, la Société des Bains de Mer emploie près de 4 000 personnes, ce qui en fait l'un des principaux employeurs privés de Monaco.

## Offre
L'offre de la société comprend :

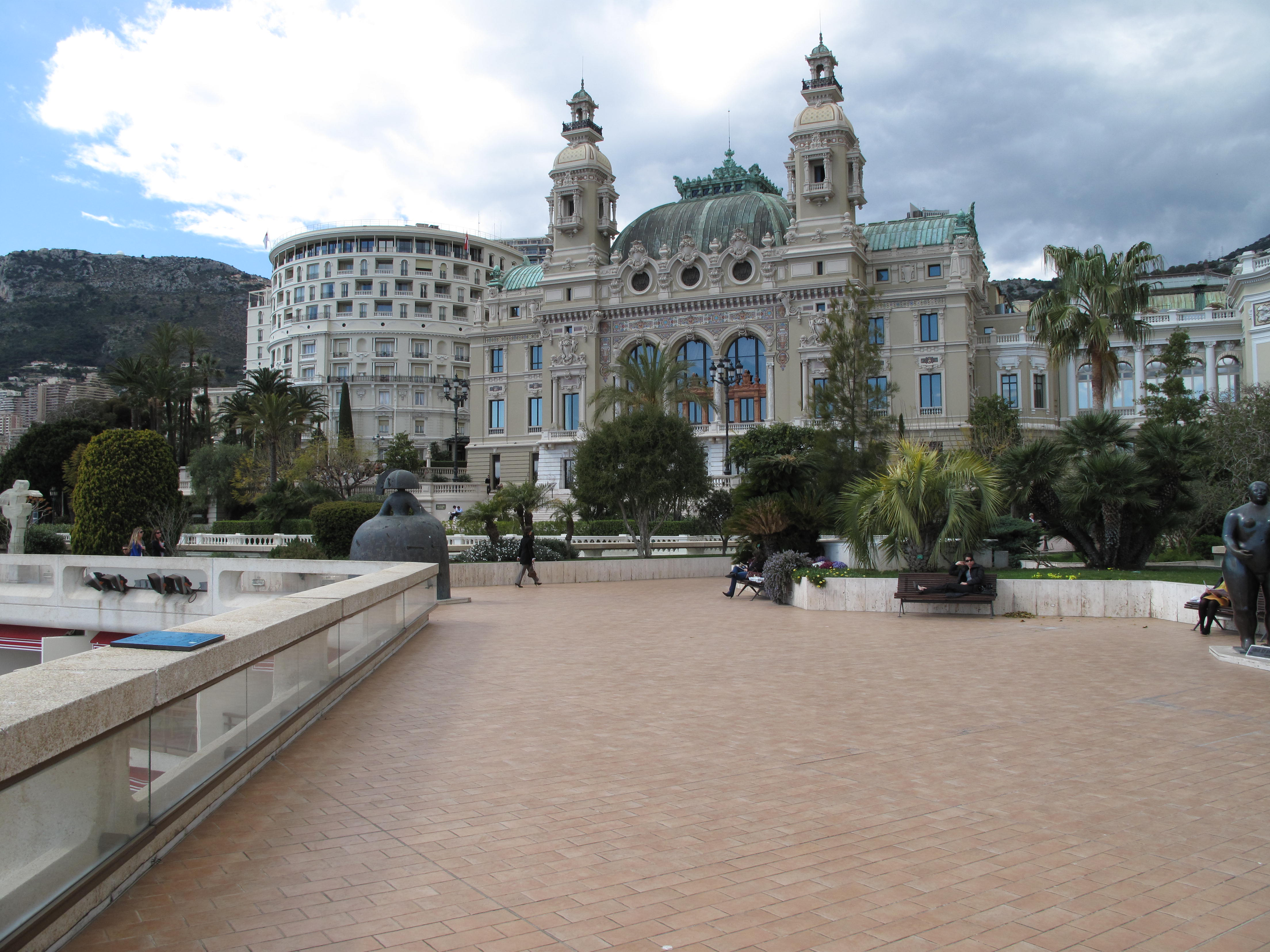
Le casino de Monte-Carlo.

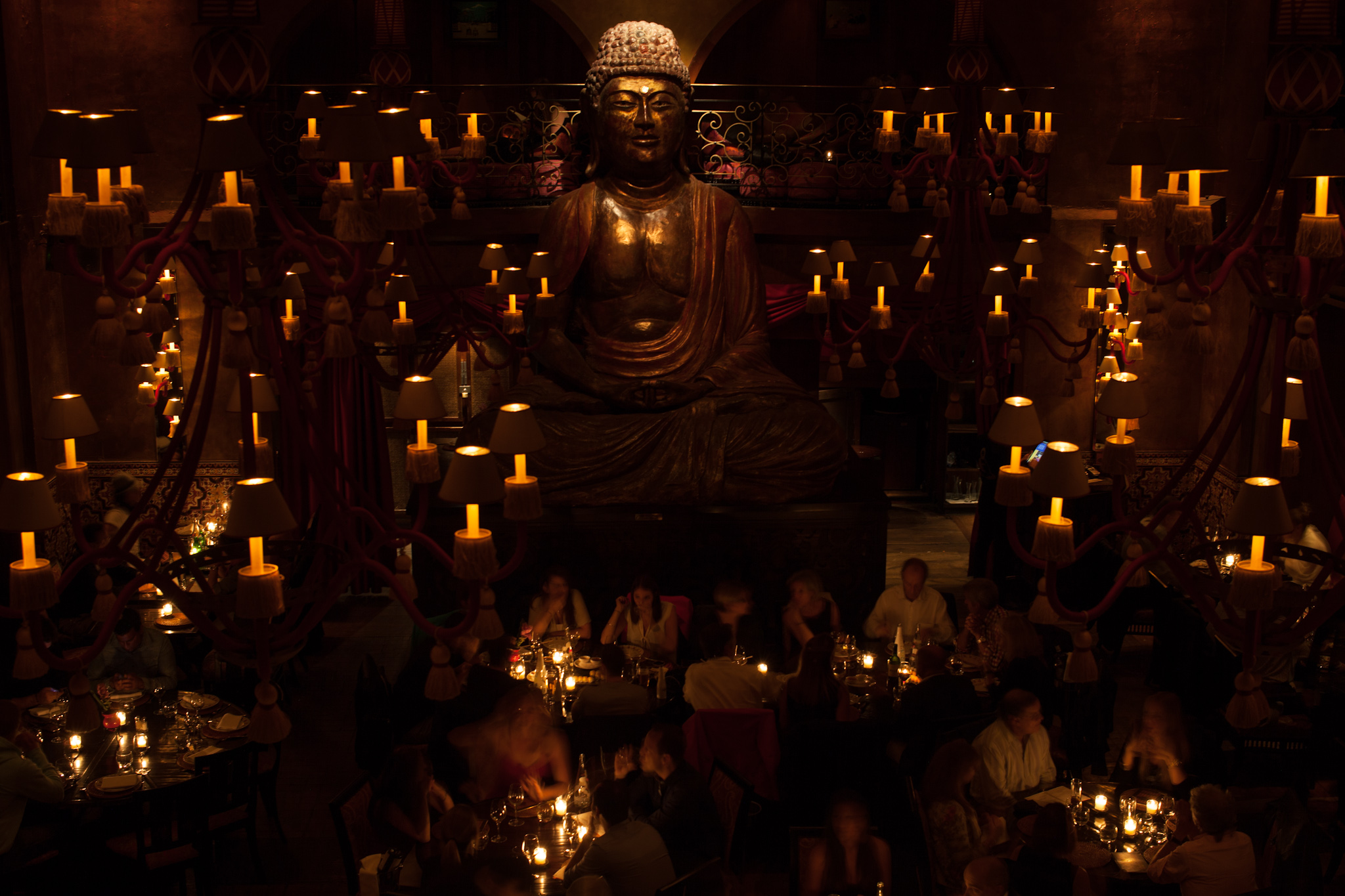
Le Buddha-Bar, le 15 09 2012.

- 4 palaces et hôtels haut de gamme : l'Hôtel de Paris Monte-Carlo, l'Hôtel Hermitage Monte-Carlo, le Monte-Carlo Beach et le Monte-Carlo Bay Hotel & Resort ;
- 2 casinos, dont le Casino de Monte-Carlo ;
- 33 restaurants et bars dont : le Louis XV - Alain Ducasse, le Grill, la Brasserie du Café de Paris, le Buddha-Bar Monte-Carlo;
- 4 spas dont les Thermes Marins Monte-Carlo ;
- 2 salles de spectacles : la Salle des Étoiles ; La Salle Garnier
- des établissements de nuit tels que :
  - le night-club Jimmy'z Monte-Carlo,
  - la Rascasse,
  - le Blue Gin ;
- le Monte-Carlo Beach Club ;
- le Monte-Carlo Golf Club ;
- le Monte-Carlo Country Club ;
- des boutiques dédiées aux marques de luxe, dont certaines sont hébergées dans le One Monte-Carlo;
- 60 salles de réunion et banquet ;
- l'Opéra de Monte-Carlo.